# متیو رایلی
متیو رایلی (انگلیسی: Matthew Reilly؛ زادهٔ ۲ ژوئیهٔ ۱۹۷۴) رمان‌نویس اهل استرالیا است.
از فیلم‌هایی که وی در آن‌ها نقش داشته‌است، می‌توان به رهگیر اشاره نمود.